# Atrytonopsis
Atrytonopsis is een geslacht van vlinders van de familie dikkopjes (Hesperiidae), uit de onderfamilie Hesperiinae.

## Soorten
- A. deva (Edwards, 1876)
- A. frappenda (Dyar, 1920)
- A. hianna (Scudder, 1863)
- A. loammi (Whitney, 1876)
- A. lunus (Edwards, 1884)
- A. ovinia (Hewitson, 1866)
- A. pittacus (Edwards, 1882)
- A. python (Edwards, 1882)
- A. vierecki (Skinner, 1902)
- A. zweifeli Freeman, 1968